# Joseph Fernande
Joseph François Fernande, né à Bruges le 1er octobre 1741 et mort dans cette même ville le 10 aout 1799, est un sculpteur des Pays-Bas autrichiens.

## Biographie
Issu d'une famille d'artisans, Joseph Fernande étudie le dessin à l'Académie de Bruges, sous la direction du peintre Matthias de Visch. En 1763, il se rend à Paris avec plusieurs de ses condisciples (notamment Joseph-Benoît Suvée) et y poursuit ses études à l'Académie de Saint-Luc. Il s'inscrit ensuite à l'Académie royale, où il est le « protégé » du sculpteur Louis-Claude Vassé. 
Travaillant au placement de statues dans le château de René Mans de Froulay de Tessé, Fernande se casse le bras en tombant d'un échafaudage. Le comte de Tessé le recommande à l'ambassadeur du Saint-Empire à Paris, le comte de Mercy-Argenteau. Grâce à l'intervention de ce diplomate auprès des autorités de Bruxelles et de Vienne, Fernande obtient une pension qui lui permet de se perfectionner à Rome, où il suit des cours à l'Académie de France. Il y exécute notamment, en 1775, un buste de l'archiduc Maximilien d'Autriche, en voyage en Italie. À Florence, le grand-duc Léopold l'encourage à montrer le buste de son frère à l'impératrice Marie-Thérèse. Le sculpteur se rend donc à Vienne, où l'impératrice lui accorde une lettre de recommandation pour le prince Charles de Lorraine. 
Fernande s'installe ensuite à Bruxelles, où il travaille à la décoration du palais achevé par Laurent-Benoît Dewez. En 1779, le comte de Mercy-Argenteau introduit Fernande à la cour de Versailles, où il obtient l'autorisation d'exécuter un buste de marbre de la reine de France Marie-Antoinette. De retour à Vienne, Fernande offre ce buste à l'impératrice Marie-Thérèse. 

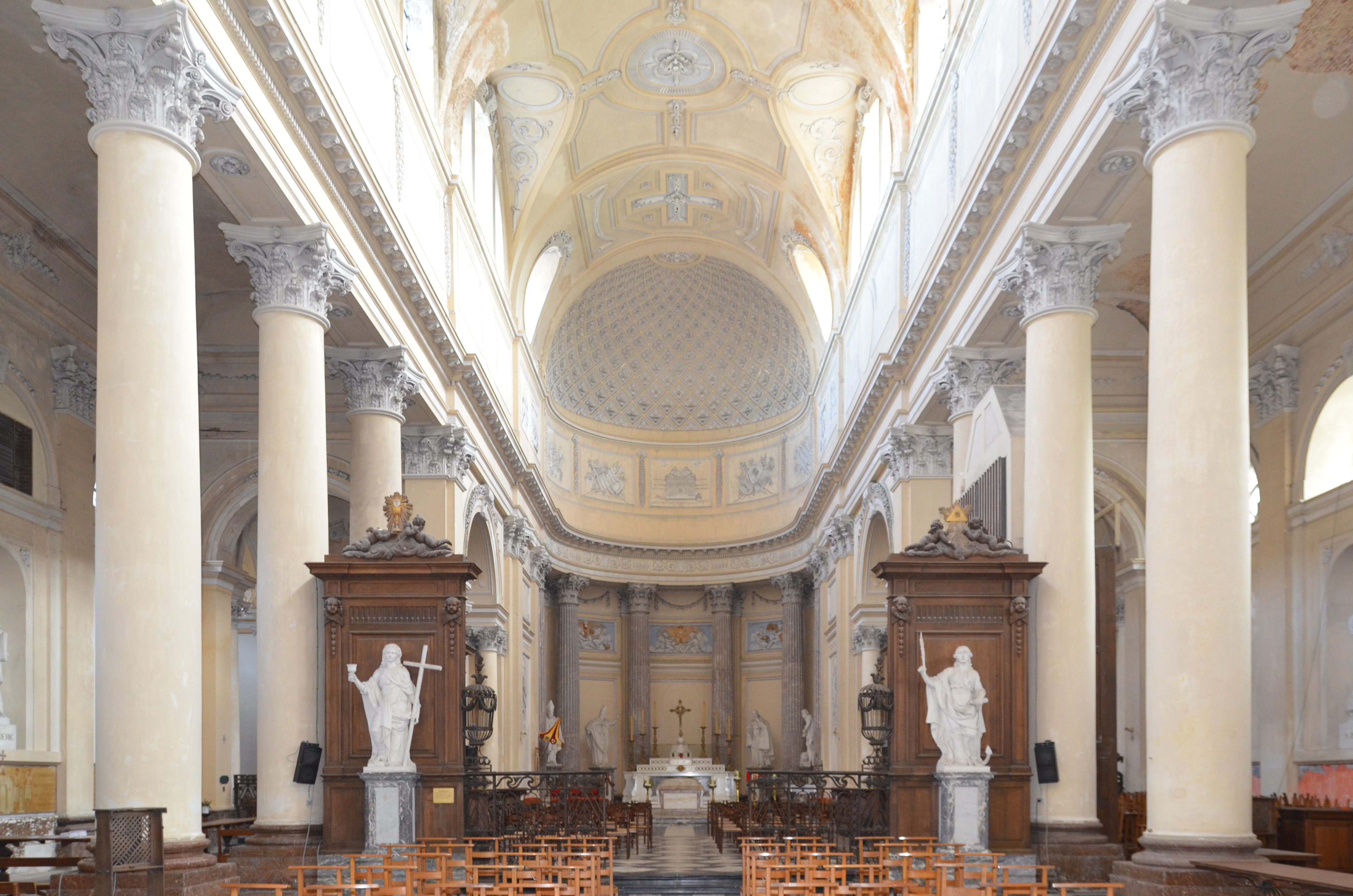
Deux statues de Fernande personnifiant la foi et l'espérance, dans la basilique Notre-Dame de Bonne-Espérance (Estinnes).

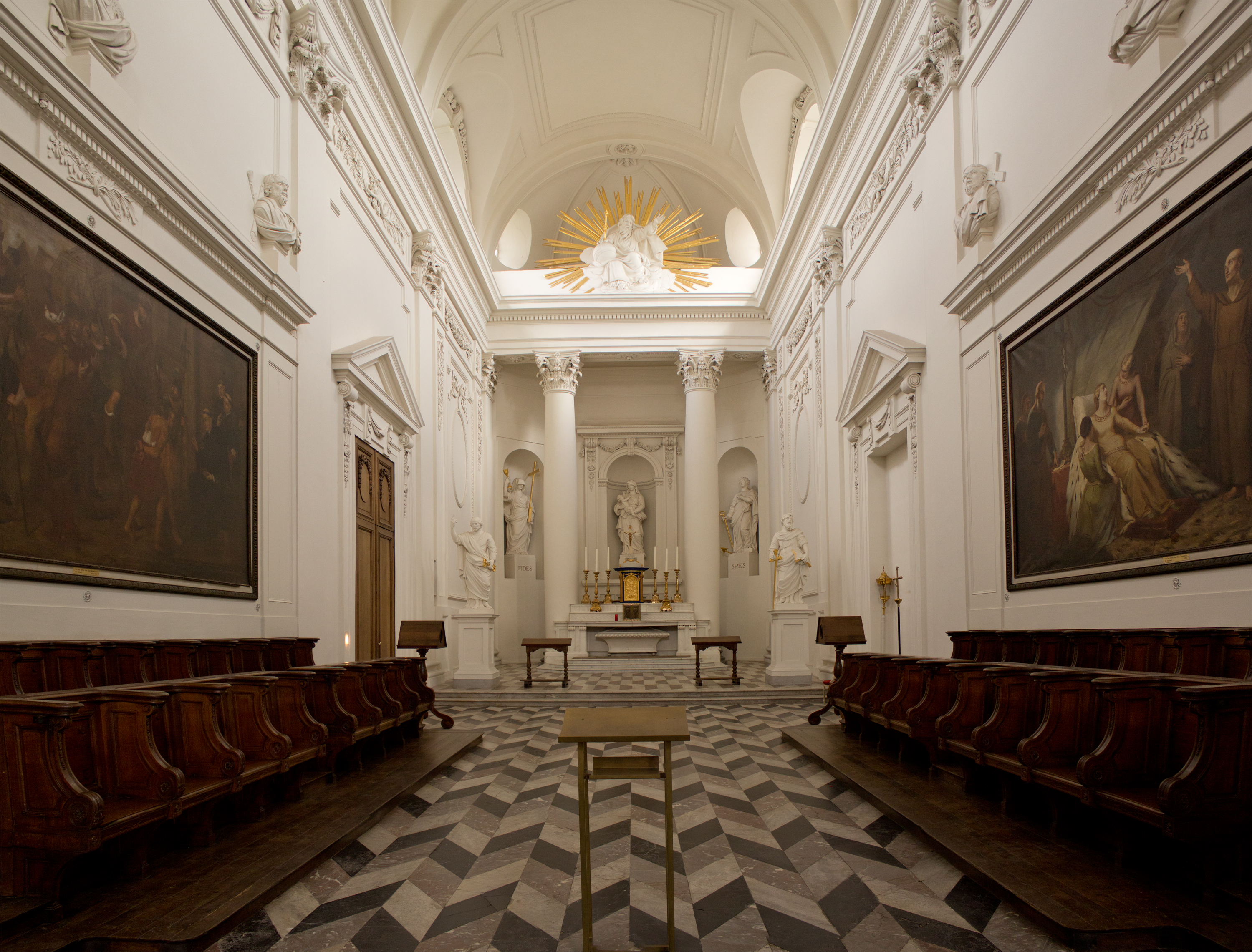
Six statues de Fernande entourent l'autel dans le chœur de l'abbatiale de Vlierbeek (Louvain).

Dans les années 1780, Fernande travaille pour le compte de plusieurs abbayes. Six statues du sculpteur ornent encore l'église de l'abbaye de Vlierbeek. À Bonne-Espérance subsistent quatorze statues et cinq bas-reliefs de Fernande.
Durant les années qui précèdent la révolution brabançonne, Joseph Fernande fréquente les milieux révolutionnaires et est notamment l'ami du peintre Pierre De Glimes, un proche de Jeanne de Bellem. 
À la suite de la Révolution française, son nom est mentionné dans une liste de suspects. Fernande retourne alors dans sa ville natale flamande, où il meurt subitement le 10 aout 1799.